# Joonas Tamm
Joonas Tamm (Viljandi, 2 de febrero de 1992) es un futbolista estonio que juega de defensa en el ACS Sepsi OSK Sfântu Gheorghe de la Liga II.

## Selección nacional
Es internacional con la selección de fútbol de Estonia. Fue internacional sub-16, sub-17, sub-18, sub-19, sub-21 y sub-23, antes de convertirse en internacional absoluto el 19 de junio de 2011 en un partido amistoso frente a la selección de fútbol de Chile.

## Clubes
| Club                          | País     | Año       |
| ----------------------------- | -------- | --------- |
| JK Viljandi Tulevik           | Estonia  | 2008-2009 |
| Flora Tallin                  | Estonia  | 2009-2010 |
| IFK Norrköping                | Suecia   | 2011-2013 |
| IF Sylvia (cedido)            | Suecia   | 2011      |
| IF Sylvia (cedido)            | Suecia   | 2013      |
| Trelleborgs FF                | Suecia   | 2014-2015 |
| JK Viljandi Tulevik           | Estonia  | 2015      |
| Flora Tallin                  | Estonia  | 2015-2019 |
| Sarpsborg 08 FF (cedido)      | Noruega  | 2018      |
| Korona Kielce (cedido)        | Polonia  | 2019      |
| Lillestrøm SK (cedido)        | Noruega  | 2019      |
| Desna Chernihiv               | Ucrania  | 2020-2021 |
| Vorskla Poltava               | Ucrania  | 2021-2022 |
| Flora Tallin (cedido)         | Estonia  | 2022      |
| FCSB                          | Rumania  | 2022-2023 |
| P. F. C. Botev Plovdiv        | Bulgaria | 2023-2025 |
| ACS Sepsi OSK Sfântu Gheorghe | Rumania  | 2025-act. |

## Palmarés

### Títulos nacionales
| Título               | Club                   | País     | Año  |
| -------------------- | ---------------------- | -------- | ---- |
| Supercopa de Estonia | Flora Tallin           | Estonia  | 2009 |
| Meistriliiga         | Flora Tallin           | Estonia  | 2010 |
| Meistriliiga         | Flora Tallin           | Estonia  | 2015 |
| Copa de Estonia      | Flora Tallin           | Estonia  | 2016 |
| Supercopa de Estonia | Flora Tallin           | Estonia  | 2016 |
| Meistriliiga         | Flora Tallin           | Estonia  | 2017 |
| Copa de Bulgaria     | P. F. C. Botev Plovdiv | Bulgaria | 2024 |